# 达莫兰迪亚
达莫兰迪亚是巴西戈亚斯州的一个市镇。总面积84.632平方公里，总人口2558人，人口密度30.2人/平方公里。